# José Batlle y Ordóñez

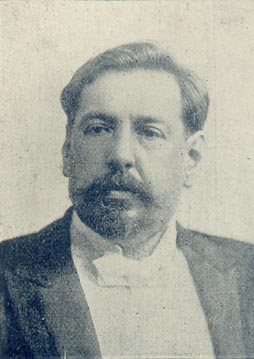
José Batlle y Ordóñez (1900)

 José Pablo Torcuato Batlle y Ordóñez (* 21. Mai 1856 in Montevideo; † 20. Oktober 1929 ebenda) war ein uruguayischer Journalist und Politiker. Er war Präsident Uruguays von 1903 bis 1907 und von 1911 bis 1915.

## Leben
José Batlle y Ordóñez stammte aus einer politisch engagierten Familie. Er war der Sohn des früheren Präsidenten Lorenzo Batlle y Grau, eines Generals und Präsidenten von 1868 bis 1872. Auch war er der Onkel eines weiteren uruguayischen Präsidenten, Luis Batlle Berres und Großonkel des 2000 bis 2005 amtierenden Präsidenten Jorge Batlle.
Er arbeitete zunächst für die Zeitung La Nación und war bereits im Alter von 25 Jahren einer der Herausgeber der La Razón. Bevor er ab 1882 Rechtswissenschaften an der Universidad de la República studierte, unternahm Batlle eine Reise nach Europa. Im Jahr 1886 trat er als Gründer der Zeitung El Día in Erscheinung.
Der der liberalen und unter seiner Führung zunehmend linksorientierten Colorado-Partei angehörige Batlle war 1891 erstmals gewähltes Mitglied der Cámara de Representantes als Vertreter der Departamentos Salto. 1897 erfolgte seine erneute Wahl in Minas. Im Folgejahr war er Mitglied des Staatsrates und hatte ein Senatorenmandat für Montevideo inne. 1899 wurde er Senatspräsident und übte in seiner politischen Laufbahn erstmals übergangsweise das Präsidentenamt von Uruguay vom 15. Februar 1899 bis zum 1. März 1899 aus. Anschließend war er zwei weitere Male Präsident des Landes. Seine Amtszeiten dauerten vom 1. März 1903 bis 1. März 1907 und vom 1. März 1911 bis 1. März 1915. Zwischen diesen beiden Amtsperioden unternahm er eine weitere Europareise. In dieser Zeit übernahm Claudio Willimann das Amt des Präsidenten. Parteiinterne Abweichler von Battles Linkswende nannten sich Reveristas.
Batlle war Vertreter einer interventionistischen Wirtschaftspolitik und gilt als der Begründer des sozialen Wohlfahrtsstaats in Uruguay. Während seiner zweiten Amtszeit als Präsident startete Batlle eine neue Bewegung, die er Batllismo nannte. Er schützte den Staat gegen ausländischen ökonomischen Imperialismus. So unterstützte er 1911 etwa durch die Schaffung von Importzöllen die aufkommenden heimischen Industriegründungen. Auch die Sozialgesetzgebung des Landes wurde Reformen unterzogen. So kämpfte er während dieser Zeit für die Einführung des Arbeitslosengeldes (1914) und das Universalstimmrecht. Der achtstündige Arbeitstag mit maximal 48 Wochenstunden wurde etabliert (1915) und es erfolgte die Einführung eines Zwangsruhetages nach fünf Arbeitstagen. Arbeitnehmer wurden mittels der Einführung einer den Arbeitgeber belastenden Haftpflichtversicherung gegen Arbeitsunfälle abgesichert und ein modernes Rentensystem mit einer Altersrente ab dem 60. Lebensjahr wurde installiert.
Die politischen Veränderungen brachten viel Regierungsbeteiligung in die bis dahin fast freie Wirtschaft. Sowohl die größten Banken des Landes, als auch Eisenbahnen, Straßen, Post und Fernmeldewesen, sowie Elektrizitätsgesellschaften wurden verstaatlicht. 1911 wurde die Staatliche Versicherungsbank gegründet. Der Hafen von Montevideo wurde unter staatliche Verwaltung gestellt. Die Regierung übernahm den Import ausländischer Produkte einschließlich Maschinen und Rohstoffe. Das Wachstum der Fleischverarbeitungsindustrie stimulierte die Viehzucht, Uruguays Hauptquelle des Reichtums und der Deviseneinnahmen.
Ein weiteres Anliegen waren ihm die Bildung und Ausbildung im Land. Batlle führte die kostenlose und obligatorische Primarschule und den nun kostenfreien Zugang an Hochschulen ein, sowie die Zulassung von Frauen an allen Fachbereichen der Universitäten, also ein umfassendes und kostenloses Schul- und Bildungssystem. Auch ein Mutterschaftsurlaub wurde eingeführt und das Streikrecht anerkannt. Während seiner Amtszeit wurde die Trennung von Staat und Kirche durchgeführt. So erfolgte 1906 das Verbot von Kruzifixen in Krankenhäusern und es wurde die Entfernung von Verweisen auf Gott und das Evangelium bei öffentlichen Vereidigungen durchgesetzt. Ferner fand die Einführung eines ersten Scheidungsrechts statt, das zudem die Scheidung auch auf Wunsch der Frau ermöglichte. In seine Amtszeit fiel auch die Abschaffung der Todesstrafe.
1913 schlug Batlle eine Reorganisation der Regierung vor, die die Präsidentschaft durch ein dem Schweizer Bundesrat ähnliches neunköpfiges mehrparteiliches Kollegium ersetzen würde (Kollegialitätsprinzip). Die Finanzierung seiner Sozialprogramme erfolgte über ein maßvolles Abschöpfen der landwirtschaftlichen Exportgewinne, ohne die Großgrundbesitzer gegen seine Politik aufzubringen, da er ihnen stets personelle Regierungsbeteiligung gewährte.

## Ehrungen
Die 1883 gegründete Stadt Nico Pérez wurde am 19. März 1907 zu seinen Ehren auf den Namen José Batlle y Ordóñez umbenannt.